# NGC 1488
NGC 1488 est une paire d'étoiles située dans la constellation du Taureau. L'astronome irlandais Edward Joshua Cooper a enregistré la position de cette paire d'étoiles en 1886.
Selon la base de données Simbad, NGC 1488 est une galaxie, ce qui semble inexact. 

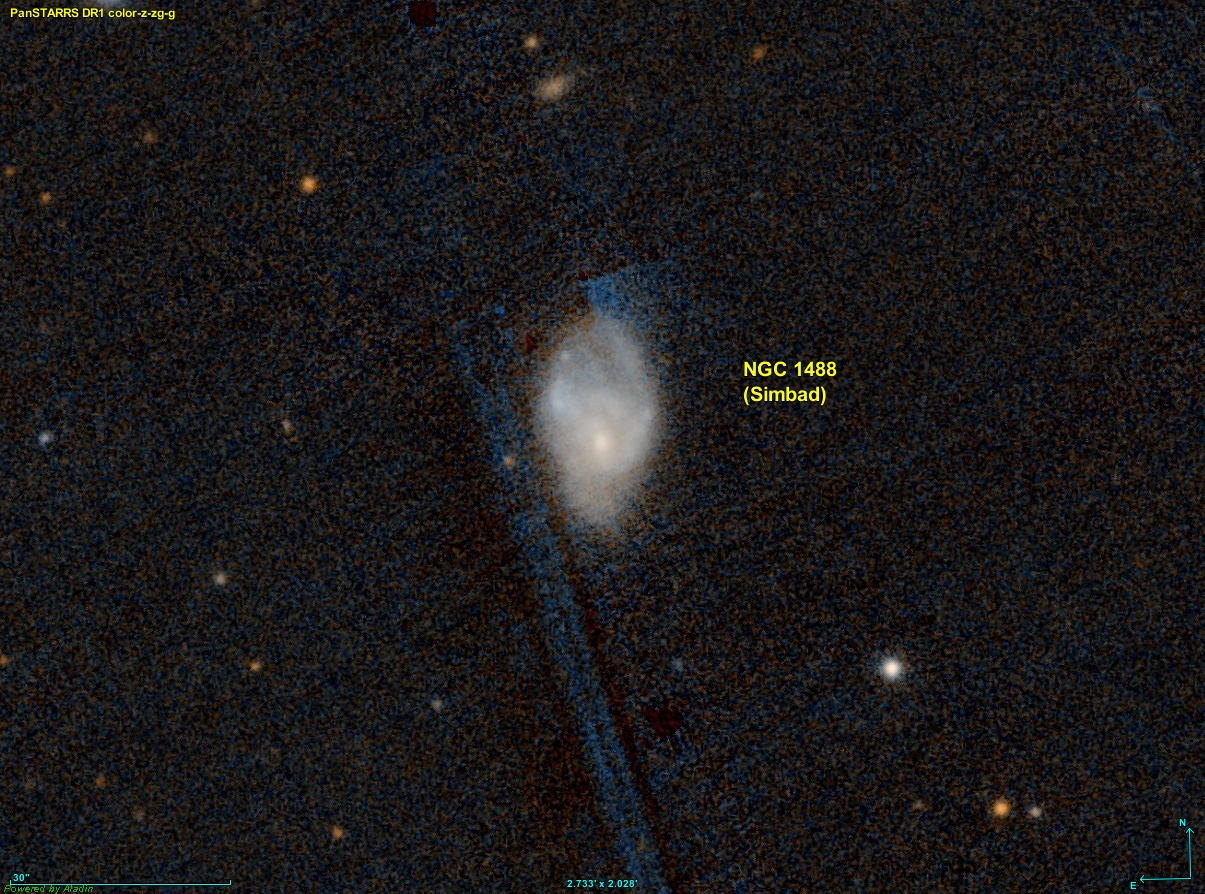
NGC 1488 selon Simbad.